# Primer Ministre de Geòrgia

Escut de Geòrgia

El Primer Ministre de Geòrgia és el més ministre d'alt rang del Consell de Ministres de la República de Geòrgia, nomenat pel President de Geòrgia. El títol oficial del Cap del Govern de Geòrgia ha variat al llarg de la història, però, els deures i funcions del cap de govern han canviat només marginalment. El primer Primer Ministre de Geòrgia va ser Noe Ramishvili, l'actual és Vano Merabishvili. Geòrgia ha tingut 36 primers ministres des de 1918.

## Llista de caps de govern de Geòrgia (1918-ara)

### República Democràtica de Geòrgia(1918-1921)

#### Primers Ministres
- Noe Ramishvili (26 de maig de 1918 - 24 de juny de 1918)
- Noe Jordània (24 de juny de 1918 - 18 de març de 1921)

### República Federativa Socialista Soviètica de Transcaucàsia(1922-1936) iRepública Socialista Soviètica de Geòrgia(1936-1991)

#### Cap del Consell de Commissaris del Poble
- Polikarp Mdivani (7 de març de 1922 - d'abril de 1922)
- Sergey Kavtaradze (abril de 1922 - gener de 1923)
- Shalva Eliava (gener de 1923 - juny de 1927)
- Lavrenty Kartvelishvili (juny de 1927 - 1929)
- Filipp Makharadze (juny de 1929 - gener de 1931)
- Levan Sukhishvili (gener de 1931 - 22 de setembre de 1931)
- German Mgaloblishvili (22 de setembre de 1931 - juny de 1937)
- Valerian Bakradze (9 de juliol de 1937 - 15 d'abril de 1946)

#### Caps del Consell de Ministres
- Valerian Bakradze (15 d'abril de 1946 - desembre de 1946) (1st time)
- Zakhary Chkhubianishvili (desembre de 1946 - 6 d'abril de 1952)
- Zakhary Kechkhoveli (6 d'abril de 1952 - 16 d'abril de 1953)
- Valerian Bakradze (16 d'abril de 1953 - 20 de setembre de 1953) (2n cop)
- Givi Javakhishvili (21 de setembre de 1953 - 17 de desembre de 1975)
- Zurab Pataridze (17 de desembre de 1975 - 5 de juny de 1982)
- Dmitry Kartvelishvili (2 de juliol de 1982 - 12 d'abril de 1986)
- Otar Cherkeziya (12 d'abril de 1986 - 29 de març de 1989)
- Zurab Chkheidze (29 de març de 1989 - 14 d'abril de 1989)
- Nodari Chitanava (14 d'abril de 1989 - 15 de novembre de 1990)
- Tengiz Sigua (15 de novembre de 1990 - 18 d'agost de 1991)

### República de Geòrgia(1991-ara)

#### Primers Ministres
- Murman Omanidze (18 d'agost de 1991 - 23 d'agost de 1991) (interí)
- Bessarion Gugushvili (23 d'agost de 1991 - 6 de gener de 1992)[α]
- Tengiz Sigua (6 de gener de 1992 - 6 d'agost de 1993)
- Eduard Xevardnadze (6 d'agost de 1993 - 20 d'agost de 1993) (interí)
- Otar Patsatsia (20 d'agost de 1993 - 5 d'octubre de 1995)

#### Ministres d'Estat
- Nikoloz "Niko" Lekishvili (8 de desembre de 1995 - 7 d'agost de 1998)
- Vazha Lortkipanidze (7 d'agost de 1998 - 11 de maig de 2000)
- Giorgi Arsenishvili (11 de maig de 2000 - 21 de desembre de 2001)
- Avtandil Jorbenadze (21 de desembre de 2001 - 27 de novembre de 2003)
- Zurab Zhvania (27 de novembre de 2003 - 17 de febrer de 2004)

#### Primers Ministres
- Zurab Zhvania (17 de febrer de 2004 - 3 de febrer de 2005)
- Giorgi Baramidze (3 de febrer de 2005 - 17 de febrer de 2005) (interí)
- Zurab Noghaideli (17 de febrer de 2005 - 16 de novembre de 2007)
- Vladimer "Lado" Gurgenidze (22 de novembre de 2007 - 1 de novembre de 2008)
- Grigol Mgaloblishvili (1 de novembre de 2008 – 6 de febrer de 2009)
- Nikoloz Gilauri (6 de febrer de 2009 – 4 de juliol de 2012)
- Vano Merabishvili (4 de juliol de 2012 - 25 d'octubre de 2012)
- Bidzina Ivanishvili (25 d'octubre de 2012 - 30 de desembre de 2015)
- Giorgi Kvirikashvili (des des 30 de desembre de 2015)